# Віденський хліб
Віденський хліб — вид хліба, який отримують за способом, розробленим у Відні (Австрія) у XIX столітті. Віденський процес використовував високий помол угорського зерна та зернові пресовані дріжджі для закваски.

## Історія

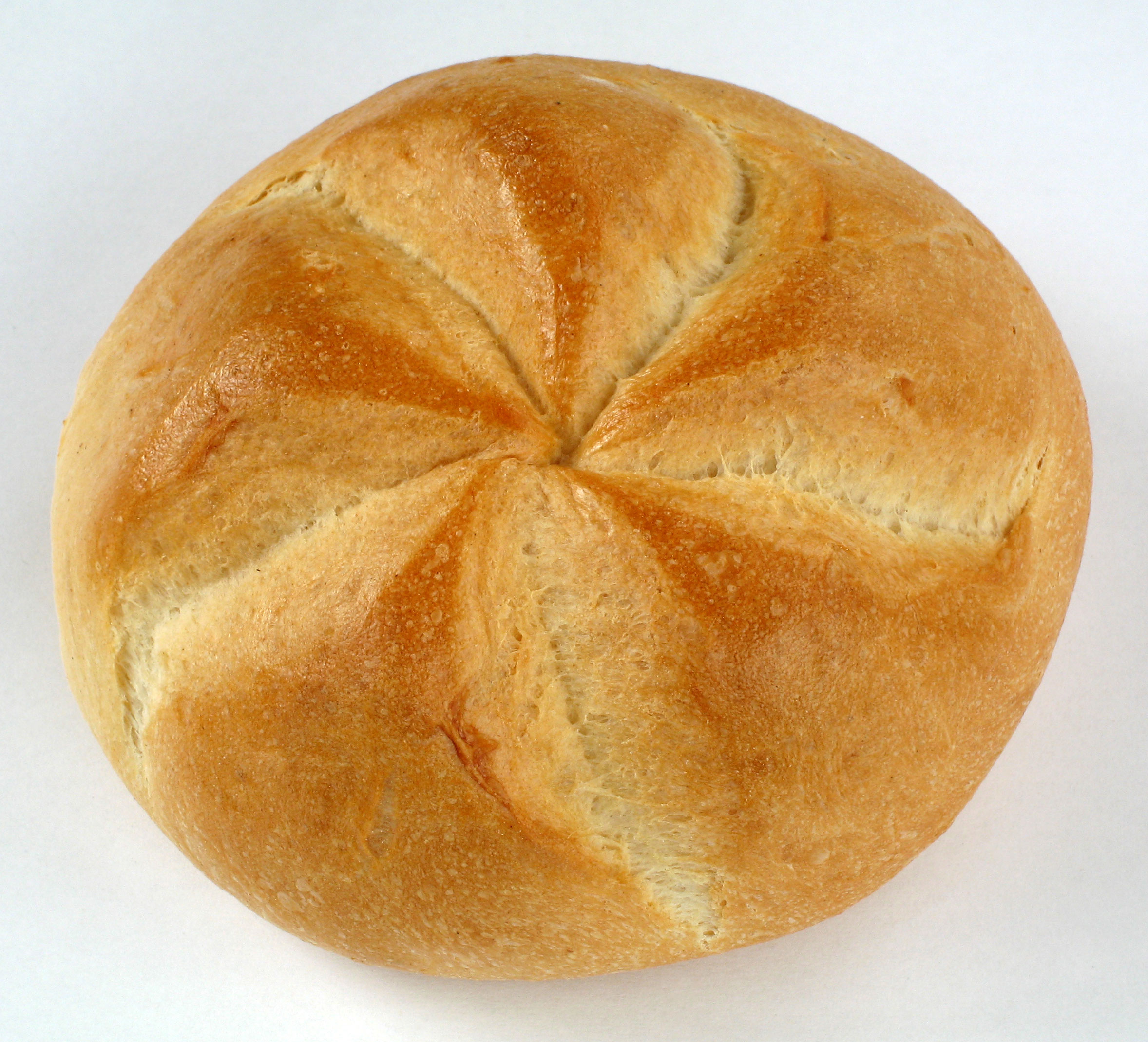
Кайзерсеммель або Імперський рулет

У 19 столітті хліб готували лише з пивних дріжджів та нового тіста, а не закваски. Першим відомим прикладом цього був солодко-ферментований імператорський рулет «Кайзер-Земмель» віденської пекарні на Паризькій міжнародній виставці 1867 року. У цих рулетах із солодким ферментуванням не було кислоти, типової для лактобактерій, і, як кажуть, вони користувалися великим попитом.
До цього часу пекарі використовували закваски зі старого тіста, і вони виявили, що збільшення інтервалів закваски між закусками сприяло більшому зростанню дріжджів і зменшенню газоутворення через величезну кількість лактобактерій. У певний момент пекарі почали додавати пивні дріжджі, або барм, до закусок, які давали біліший, солодший на смак хліб.
Дефіцит пивних дріжджів для приготування хлібів із солодким бродінням розвинувся, коли пивовари повільно переходили від дріжджів верхнього бродіння до дріжджів нижнього бродіння (Saccharomyces pastorianus), і, таким чином, до 1846 р. був розроблений Віденський процес. У 1845 р. Асоціація віденських пекарів оголосила конкурс на виробництво дріжджів солодкого бродіння, а премію в 1850 р. Adolf Ignaz Mautner of Markhof. Паризька виставка визначила Віденський хлібозавод у 1867 році першим у світі, де використовували пресові дріжджі.
| Ліві лапки | У Відні закваска ніколи не використовується для виготовлення рулонів та дрібних товарів, якими славиться це місто. Віденські пекарі використовують або пивні дріжджі, або закваску, приготовлену власноруч, основою якої є настій хмелю. | Праві лапки |

На виставці віденський хлібозавод демонстрував три види випічки: солодко-ферментовані Імперські булочки, хліб з пшениці та жита чи лише жита, а також велику різноманітність вишуканих хлібів та солодких тістечок. Імперські рулети виготовляли з більш дрібних сортів борошна, молока та води у співвідношенні 50:50, пивних дріжджів та солі. До інших хлібів, виготовлених із однаковими сортами борошна, стверджували, що вони включають: кекси, у яких додавали масло і, можливо, виключали воду на користь молока; Торт Гіпфель або Пінакл, в якому використовували молоко (без води) та сало; та Бріош, виготовлений з молоком та цукром.

## Зернові пресовані дріжджі

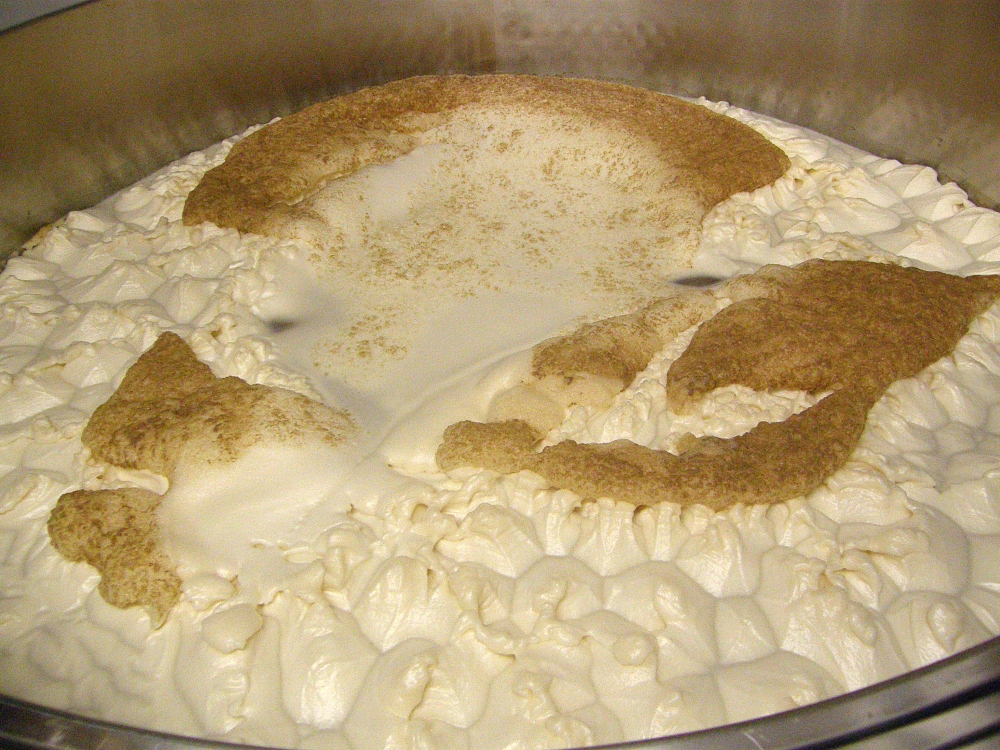
Сусло у пінистому стані первинного бродіння на сучасній пивоварні. Темніші коричневі ділянки - залишки хмелю.

Віденські дріжджі розмножували за допомогою сусла з солодової кукурудзи, ячменю та жита. Після подачі невеликої кількості дріжджів у охолоджене сусло та введення повітря, розмножені дріжджі спливали на поверхню. Ці дріжджі були зібрані з певною обережністю знежиренням. Для промивання та відстоювання дріжджів достатню кількість разів використовували прохолодну дистильовану воду, поки не залишились лише дріжджі. Потім його осушували та стискали за допомогою гідравлічного преса.
Прес-дріжджі були одним із попередників сучасних комерційних хлібопекарських дріжджів .

## Угорський помол
Угорський високий помол використовував твердий або живучий сорт угорської пшениці. Їхні млини були оснащені як кам'яними, так і сталеплавильними млинами, і використовували новий процес, який, безсумнівно, був на передньому краї сучасних технологій. Цей період часу ознаменувався переходом від шліфування каменю в одному проході або низького фрезерування з вищим вмістом пошкодженого крохмалю до рулетного фрезерування з більшою швидкістю, ефективністю та охолоджувальною температурою.

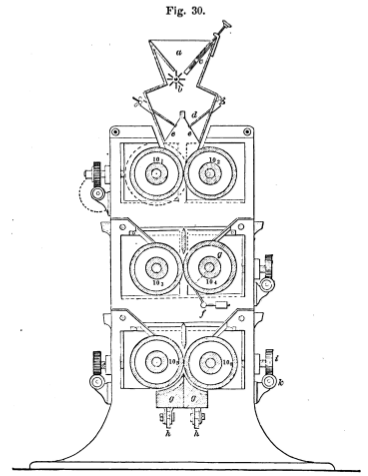
Комплект роликових млинів Walz

Витоками високомолочного виробництва була Австрія. Хорсфорд приписував фразу високого помелу віденському крупу або нім. Grieß, і які, як стверджувалося, продавались у Берліні ще в 1810 р. Визнаним піонером був мельник на ім'я Ігнац Паур (1778 – 1842), який до 1810 року переїхав до Леоберсдорфа. Попит на ці крупи був настільки великий, ручне просіювання їх було недостатнім, тому Паур застосував послуги виробника шаф на ім'я Вінтер, щоб побудувати перший очищувач середніх продуктів. Паур подрібнював уже відокремлену крупу вдруге, спочатку виготовляючи екстракт борошна, відомий як місцевий Аусуг . Протягом кількох десятиліть ці високомолотні техніки поширились серед інших областей Угорщини, Саксонії та Богемії. В Угорщині спочатку винайшли, а пізніше вдосконалили сталевий циліндр або роликовий млин, відомий на місцевості як Вальценмюле. Набори Walz утримували охолоджувач зерна протягом декількох проходів, оскільки послідовні пари роликів регулювались поступово меншими інтервалами, зерно переміщувалось через охолоджуюче повітря від однієї пари до наступної, кожна з яких тріскала їх при проходженні на менші послідовні біти. подрібненого між камінням за один прохід, що виробляє тепло.
У Пешта-Вальценмюле, коли пшениця повністю перетворилася на борошно, вона пройшла через 18 до 24 пар валиків. Цей новий процес холодного помелу, особливо добре підходить для твердої пшениці, швидше за все, привів до отримання більш легких, повітряних хлібів більших обсягів випічки.

## Випічка на пару
Інновації у виробництві хліба у Відні часто приписують випічці на пару, що призводить до різних характеристик скоринки. У 1837 році Август Занг, уродженець Австрії, відкрив у Парижі пекарню під назвою «Boulangerie Viennoise», яка вперше запровадила випічку на пару у Франції  і процес якої був детально описаний у статті про віденський хліб французькою мовою 1849 року Книга з промислової хімії: «кора цих хлібів глазурує під час випікання в атмосфері пари, внаслідок чого на підлогу печі кладуть купу мокрого, добре вимитого заздалегідь сіна, яке утворює хмару пари». Десятиліттями пізніше інша віденська пекарня в Парижі представила механічну парову піч, усунувши потребу у вологому сіні, разом із дріжджами для пресу зернових; звіт уряду США про Універсальну експозицію 1867 р. детально описує процес, який застосовувався у «віденській пекарні пана Ваннера», включаючи використання парової печі, яка до того часу стала досить популярною у Франції.
У техніці парової печі тісто поміщають у піч під стелею пари або, навпаки, у піч впорскують пару, як тільки батон завантажується. Це додає вологу в тілі хліба, що затримує утворення скоринки і, як правило, запобігає розтріскуванню, в результаті чого виходить більш рівномірно піднята і тонша кірка, а також легка і повітряна крихта. Коли пара зникає, сухе нагрівання духовки випікає скоринку, створюючи її характерно злегка хрустку та лускату текстуру. Віденський хліб зазвичай формується у вигляді довгастого короваю, але його можна випікати в інших формах. Як довший коровай, цілком могло бути походженням французького хліба, оскільки пекарі там намагалися застосувати паровий метод для виготовлення своїх багетів.
Деякі повідомлення за наступні десятиліття вказують на те, що не весь віденський хліб виробляють у паровій печі. Наприклад, Хорсфорд у своєму Звіті про віденський хліб 1875 року писав:
| Ліві лапки | Австрійська пекарня на Паризькій виставці в 1867 році для виробництва короваю була забезпечена паровим обладнанням; але піч віденської хлібопекарні на Віденській виставці для виробництва рулетів була сухою піччю. | Праві лапки |

## Див.також
- Август Занг, австрієць, який наприкінці 1830-х років відкрив віденську пекарню в Парижі, поширюючи віденські техніки випічки
- Австрійська кухня
- Шарль Луї Флайшманн, чеський американський піонер дріжджів, який продемонстрував віденську випічку на першій американській виставці у Філадельфії 1876 р.
- Список хліба
- Фреза (шліфування)
- Розчинка (техніка випічки)
- Пумпернікель, давніший європейський стиль хліба, виготовленого на пару, але також з темного жита та закваски
- Viennoiserie, французький термін, що стосується хлібобулочних виробів у стилі віденської випічки або під впливом них